# 日本公務員
日本公務員人数约300万人，其中24.7万人属于日本自卫队。公务员数量此前更高，但自1980年代以来，日本电信电话（NTT）、日本国有铁道、日本邮政等公营事业的私有化，已使公务员数量减少。
日本公务员中，绝大多数为地方公务员，有274万人 。而约58.5万人属国家公务员。日本国家公务员分为两类：特别职 (日语：特別職) 及一般职 。特别职的任命由政治或其他因素决定，不由考试选拔，包括内阁部长、国会官员、大使和自卫队成员等。
日本国家公务员制度的核心是一般职，由竞争性考试选拔招聘。此类公务员中又再分为综合职及一般职。其中，职业官僚，即综合职，被认为是公务员队伍中的精英。

## 历史
日本明治维新后，至1885 年前后，官员多由长州藩及萨摩藩任命，少有约束207。日本约 1890 年代形成公开竞争考试为主的官僚任用制度，考试内容以法律为主，合格者多为帝国大学法学部的毕业生，反映出当时日本的社会阶级。明治宪法规定，天皇制定官职、任命官员，但宪法法律另有规定除外，因此公务员为天皇之官吏。同时，并无部门统一负责公务员事务，而是分官制、薪俸、考试等事项，由不同部门管理。
战后，日本宪法十五条规定，公务员需为全体国民服务。在驻日盟军总司令部的主导下，日本推行了一系列政治体制改革，包括通过《国家公务员法》，推行公务员改革。然而，负责推行政策的公务员系统得以幸存，并未与军部及财阀一同解散65-79。至 1948 年，公务员系统大体确立，此后的 60 年间则少有改革。因此，部分日本战前官僚制的传统，依然延续至今日的国家公务员制度。

### 职业官僚制度
战后的日本公务员体制，由人事院为最高人事机关，负责公务员考试、根据私人企业薪资提交公务员薪资建议、公务员训练，及2000 年后负责公务员纪律考察。但具体人事任命、升迁，则由各部委内部决定，人事院干预有限78。
日本公务员根据入职考试，区分为职业官僚组与非职业官僚（既普通公务员），其任用、晋升均形成双轨制。日本国家公务员考试，历史上划分为 I 类考试、II 类考试和 III 类考试。其中，I 类考试合格者，既现在综合职（日语：総合職）公务员，俗称职业官僚（日语：キャリア）。综合职公务员被视为高级干部候选人员，有望逐级晋升为课长、局长、事务次官。而其他两类考试合格者，为一般职（日语：一般職），被视为“非职业官僚”，逐级晋升的机会甚少。如日本内閣官房内，课长级别的公务员，87.2%为 I 类考试合格者。
公务员职业生涯内，均在同一部委任职，跨部委就职（日语：縦割り)）极少132-34。高级公务员退休后的再就业（即“官僚下凡”），也由各部委人事部门安排47,79。因公务员有较大自主权，权力甚至超过内阁大臣，此体制被称为「官僚内阁制」。但除官僚外，自民党派系高层也对法律、政策有否决权，因此也被称为「自民党-官僚两头政治」（LDP-bureaucracy diarchy）。池田勇人内阁与 1962 年曾试图加强内阁权力，及内阁对公务员的管理，但以失败告终139-141。
泡沫经济破裂后，官僚体制逐渐受到削弱。1994 年，细川护熙内阁改革选举制度，过度为小选举区制。国会议员与选区联系自此更加紧密，地位得到强化。桥本龙太郎首相于 1996 年推行改革，强化首相权力。内容包括合并政府部委、强化内阁制定政策的权能，及缩减行政机构等，于 2001 年生效。其他改革包括于 2001 年通过国家公务员伦理法。2008 年，福田康夫首相任内，国会通过国家公务员制度改革基本法，确立公务员改革方针，但措施依然未实现。直至 2014 年，在安倍晋三首相治下，政府成立内阁人事局，终使各省约 600 名高级官僚180-81的人事任命，由首相及内阁统一管理100。人事院关于公务员铨叙等职能，也被移交至内阁人事局。安倍第二任内，内阁副大臣、大臣政務官及其他政务官也较常参加政策会议，也强化了政治家的政策影响力。

## 概述
日本的公務員主要分為兩大類，各自按國家公務員法及地方公務員法和相關法律執行職務：
- 國家公務員：從屬日本國政府及獨立行政法人的公務員。
- 地方公務員：從屬地方公共團體的公務員。

截至2018年，日本约有333万名公务员。其中，约274万为地方公务员，为地方政府和机构工作。另有 58.5 万国家公务员，其中约 29.8 万名为特别职，28.7 万名为一般职。除此之外，在公共圖書館和Hello Work中也存在非正規雇用的公務員。日本每1000名國民平均由37名公務員服務，比例比英法美德低。日本公務員的年收入自1990年代下半開始比民營企業的公司職員年收入高，截止2019年，日本國家公務員的平均年收入為630萬日元。民營企業的公司職員平均為436萬日元，男性為540萬日元，女性為296萬日元。公務員的年收入達到公司職員的1.4倍。